# Расно (Сјеница)
Расно је насеље у Србији у општини Сјеница у Златиборском округу. Према попису из 2022. било је 322 становника (према попису из 1991. било је 512 становника).

## Демографија
У насељу Расно живи 290 пунолетних становника, а просечна старост становништва износи 33,4 година (32,9 код мушкараца и 33,9 код жена). У насељу има 84 домаћинства, а просечан број чланова по домаћинству је 4,77.
Ово насеље је великим делом насељено Бошњацима (према попису из 2002. године), а у последња три пописа, примећен је пад у броју становника.
|  |

| Демографија | Демографија | Демографија |
| Година      | Становника  | Становника  |
| ----------- | ----------- | ----------- |
| 1948.       | 594         |             |
| 1953.       | 653         |             |
| 1961.       | 643         |             |
| 1971.       | 517         |             |
| 1981.       | 538         |             |
| 1991.       | 512         | 510         |
| 2002.       | 401         | 553         |

| Етнички састав према попису из 2002.‍ | Етнички састав према попису из 2002.‍ | Етнички састав према попису из 2002.‍ | Етнички састав према попису из 2002.‍ | Етнички састав према попису из 2002.‍ |
| ------------------------------------ | ------------------------------------ | ------------------------------------ | ------------------------------------ | ------------------------------------ |
|                                      |                                      |                                      |                                      |                                      |
| Бошњаци                              | Бошњаци                              |                                      | 390                                  | 97,25%                               |
| Муслимани                            | Муслимани                            |                                      | 1                                    | 0,24%                                |
| Албанци                              | Албанци                              |                                      | 1                                    | 0,24%                                |
| непознато                            | непознато                            |                                      | 9                                    | 2,24%                                |

| Година пописа     | 1948. | 1953. | 1961. | 1971. | 1981. | 1991. | 2002. |
| ----------------- | ----- | ----- | ----- | ----- | ----- | ----- | ----- |
| Број домаћинстава | 102   | 104   | 104   | 90    | 95    | 81    | 84    |

| Број чланова      | 1 | 2  | 3  | 4  | 5  | 6  | 7  | 8 | 9 | 10 и више | Просек |
| ----------------- | - | -- | -- | -- | -- | -- | -- | - | - | --------- | ------ |
| Број домаћинстава | 4 | 10 | 14 | 13 | 15 | 10 | 10 | 1 | 3 | 4         | 4,77   |

| Пол    | Укупно | Неожењен/Неудата | Ожењен/Удата | Удовац/Удовица | Разведен/Разведена | Непознато |
| ------ | ------ | ---------------- | ------------ | -------------- | ------------------ | --------- |
| Мушки  | 158    | 54               | 97           | 5              | 0                  | 2         |
| Женски | 154    | 41               | 99           | 10             | 0                  | 4         |
| УКУПНО | 312    | 95               | 196          | 15             | 0                  | 6         |

| Пол    | Укупно                    | Пољопривреда, лов и шумарство | Рибарство                            | Вађење руде и камена | Прерађивачка индустрија       |
| ------ | ------------------------- | ----------------------------- | ------------------------------------ | -------------------- | ----------------------------- |
| Мушки  | 92                        | 82                            | 0                                    | 1                    | 0                             |
| Женски | 87                        | 82                            | 0                                    | 0                    | 0                             |
| УКУПНО | 179                       | 164                           | 0                                    | 1                    | 0                             |
| Пол    | Производња и снабдевање   | Грађевинарство                | Трговина                             | Хотели и ресторани   | Саобраћај, складиштење и везе |
| Мушки  | 1                         | 1                             | 1                                    | 0                    | 2                             |
| Женски | 0                         | 0                             | 0                                    | 0                    | 0                             |
| УКУПНО | 1                         | 1                             | 1                                    | 0                    | 2                             |
| Пол    | Финансијско посредовање   | Некретнине                    | Државна управа и одбрана             | Образовање           | Здравствени и социјални рад   |
| Мушки  | 0                         | 0                             | 1                                    | 2                    | 0                             |
| Женски | 0                         | 0                             | 0                                    | 1                    | 0                             |
| УКУПНО | 0                         | 0                             | 1                                    | 3                    | 0                             |
| Пол    | Остале услужне активности | Приватна домаћинства          | Екстериторијалне организације и тела | Непознато            | Непознато                     |
| Мушки  | 1                         | 0                             | 0                                    | 0                    | 0                             |
| Женски | 0                         | 0                             | 0                                    | 4                    | 4                             |
| УКУПНО | 1                         | 0                             | 0                                    | 4                    | 4                             |